# Вільшанка (Ковельський район)
Вільша́нка  — село в Україні, у Шацькій селищній територіальній громаді Ковельського району Волинської області. Населення становить 98 осіб.
Орган місцевого самоврядування — Шацька селищна рада.

## Історія
У 1906 році село Пульменської волості Володимир-Волинського повіту Волинської губернії. Відстань від повітового міста 113 верст, від волості 8. Дворів 273, мешканців 802.
12 червня 2020 року, відповідно до розпорядження Кабінету Міністрів України № 708-р «Про визначення адміністративних центрів та затвердження територій територіальних громад Волинської області», увійшло до складу Шацької селищної територіальної громади.
19 липня 2020 року, в результаті адміністративно-територіальної реформи та ліквідації Шацького району, село увійшло до новоутвореного Ковельського району.

## Населення
Згідно з переписом УРСР 1989 року чисельність наявного населення села становила 104 особи, з яких 43 чоловіки та 61 жінка.
За переписом населення України 2001 року в селі мешкало 97 осіб.

### Мова
Розподіл населення за рідною мовою за даними перепису 2001 року:
| Мова       | Відсоток |
| ---------- | -------- |
| українська | 97,96 %  |
| білоруська | 1,02 %   |
| російська  | 1,02 %   |

## Відомі люди
- Волошенюк Іван Степанович — письменник, заслужений журналіст України.